# 新西河水库
新西河水库，位于中华人民共和国广东省揭阳市揭东区北部，是榕江北河支流新西河上的一座中型水库，以城区供水为主，结合灌溉、防洪和发电。水库于1956年12月动工，1958年1月竣工。水库集水面积76.76平方千米，总库容5958平方千米。大坝为黏土斜墙坝，最大坝高37米，坝顶长450米，坝顶宽5米。水库承担着揭阳市区东山片区15平方千米20多万人口的生活、生产用水任务。水库设计灌溉面积4800公顷，有效灌溉面积4000公顷。坝后电站装机容量960千瓦。